# Wdecki Młyn
Wdecki Młyn est une localité polonaise de la gmina rurale de Lubichowo située dans le powiat de Starogard en voïvodie de Poméranie. Elle se trouve à environ 15 kilomètres au sud-ouest de Starogard Gdański et 58 km au sud de la capitale régionale Gdańsk.

## Géographie

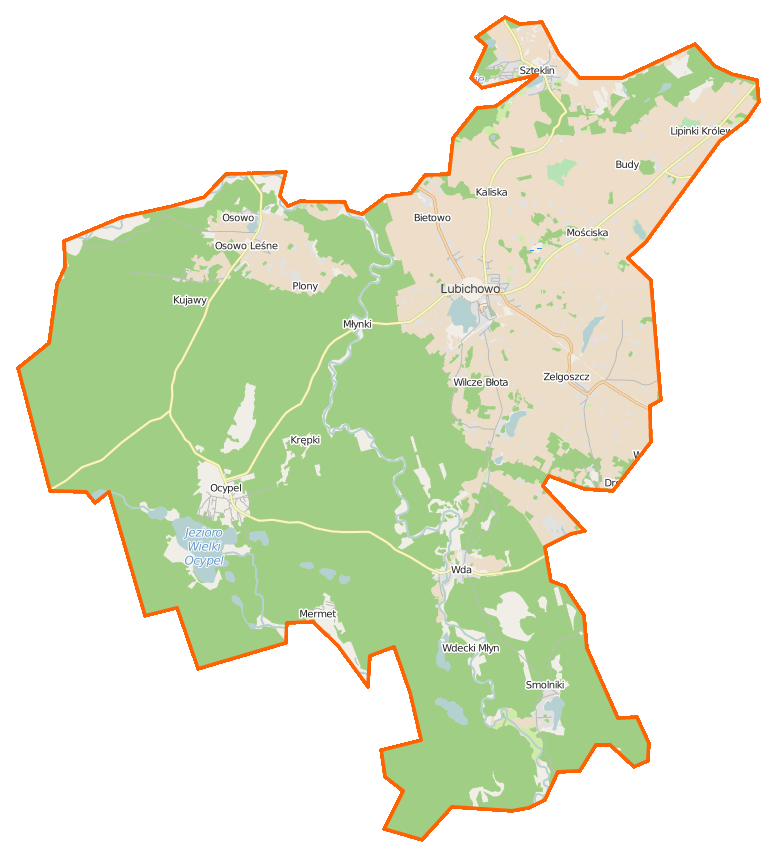
Carte de la gmina de Lubichowo.